# Iyasou IV d'Éthiopie
Iyasou IV d'Éthiopie Négus d'Éthiopie de 1830 à 1832.
Fils de Salomon III d'Éthiopie. Il est porté au trône par le ras et enderassie (vice roi) Dori d'Yédjou le 25 juin 1830 après le renversement de Gigar d'Éthiopie et est lui-même renversé par Ali II d'Yédjou dès le 18 mars 1832.